# Pobieda (rejon wołgodoński)
Pobieda (ros. Победа) – osiedle w Rosji, w obwodzie rostowskim, w rejonie wołgodońskim. W 2010 liczyło 1497 mieszkańców.